# Matías Rey
Matías Rey (1 de dezembro de 1984) é um jogador de hóquei sobre grama argentino, campeão olímpico

## Carreira
Matías Rey integrou o elenco da Seleção Argentina de Hóquei Sobre Grama, nas Olimpíadas de 2016. Na Rio 2016 sagrou-se campeão olímpico.